# Michael Ursinus
Michael Ursinus (* 16. September 1950 in Kiel) ist ein deutscher Islamwissenschaftler.

## Leben
Er studierte von 1973 bis 1980 Islamwissenschaft, Turkologie, Afrikanistik und Sozial- und Wirtschaftsgeschichte an der Universität Hamburg. Nach der Promotion 1981 über Reformbestrebungen im osmanischen Rumelien vor Beginn der Tanzimat im engeren Sinne (hierzu Archivstudien in Sarajevo, Skopje und Istanbul 1976–78) war er von 1981 bis 1984 Assistent am Institut für Geschichte und Kultur des Nahen Orients sowie Turkologie in München. Von 1984 bis 1989 war er University Lecturer in Ottoman Studies am Centre for Byzantine Studies and Modern Greek an der University of Birmingham; dort Aufbau der Fachrichtung Osmanistik (Titel des Centre seit 1988: Centre for Byzantine, Ottoman and Modern Greek Studies); seit 1989 Honorary Research Fellow ebendort.
Von 1989 bis 1992 lehrte er als Professor (C3) für Islamwissenschaft/Turkologie am Orientalischen Seminar der Albert-Ludwigs-Universität Freiburg. Von 1992 bis 2016 war er Professor (C4) für Islamwissenschaft (Osmanistik) am Seminar für Sprachen und Kulturen des Vorderen Orients der Universität Heidelberg. Seit 2006 ist er Präsident der CIEPO (Comité international des études pré-ottomanes et ottomanes).

## Schriften (Auswahl)
- Regionale Reformen im Osmanischen Reich am Vorabend der Tanzimat. Reformen der rumelischen Provinzialgouverneure im Gerichtssprengel von Monastir (Bitola) zur Zeit der Herrschaft Sultan Mahmuds II. (1808–39). Berlin 1982, ISBN 3-922968-17-1.
- als Herausgeber mit Anthony Bryer: Manzikert to Lepanto. the Byzantine world and the Turks 1071–1571. Papers given at the Nineteenth Spring Symposium of Byzantine Studies, Birmingham, March 1985. Amsterdam 1991, ISBN 90-256-0619-9.
- als Herausgeber mit Christoph Herzog und Raoul Motika: Studies in Ottoman Social and Economic Life. Studien zu Wirtschaft und Gesellschaft im Osmanischen Reich. Heidelberg 1999, ISBN 3-927552-23-2.
- als Herausgeber mit Raoul Motika: Caucasia between the Ottoman empire and Iran, 1555–1914. Wiesbaden 2000, ISBN 3-89500-139-2.